# Llakatundi
Llakatundi, även Llakatund, är en by i Vlora kommun, Vlora prefektur i Albanien. Byn ligger i Shusicëdalen, cirka 12 kilometer norr om prefekturens huvudort Vlora, och cirka 150 kilometer syd om landets huvudstad Tirana.

## Kända personer från Llakatundi
- Aurela Gaçe - albansk sångerska